# Джемисон, Джон (кёрлингист)
Джон Га́рднер Дже́мисон (англ. John Gardner Jamieson; 14 февраля 1925, Виннипег — 10 ноября 2001) — американский кёрлингист.
В составе мужской сборной США участник и бронзовый призёр чемпионата мира 1961 (первого чемпионата мира среди мужчин, где участвовала сборная США). Чемпион США среди мужчин.
Играл на позиции второго.

## Достижения
- Чемпионат мира по кёрлингу среди мужчин: бронза (1961).
- Чемпионат США по кёрлингу среди мужчин: золото (1961).

## Команды
| Сезон   | Четвёртый    | Третий     | Второй        | Первый        | Турниры             |
| ------- | ------------ | ---------- | ------------- | ------------- | ------------------- |
| 1960—61 | Фрэнк Крилок | Кен Шервуд | Джон Джемисон | Бад Маккартни | ЧСША 1961 · ЧМ 1961 |

(скипы выделены полужирным шрифтом)